# Province de Pisco
La province de Pisco (en espagnol : Provincia de Pisco) est l'une des cinq provinces de la région d'Ica, au Pérou. Son chef-lieu est la ville de Pisco.

## Géographie
La province couvre 3 978,19 km2. Elle est limitée au nord par la province de Chincha et la province de Castrovirreyna (région de Huancavelica), à l'est par la province de Huaytará (région de Huancavelica), au sud par la province d'Ica et à l'ouest par l'océan Pacifique. 

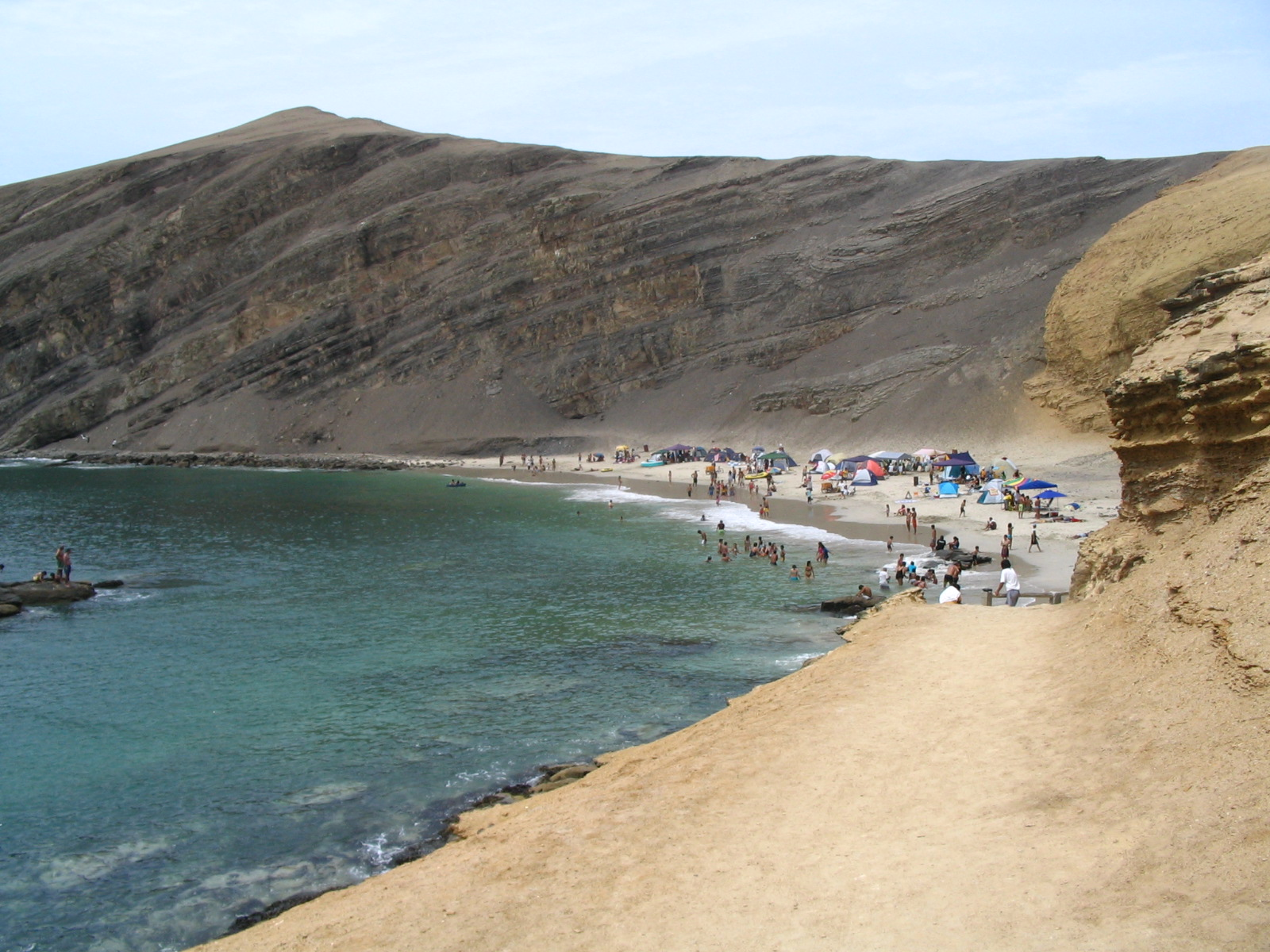
Plage de La Mina dans le quartier de Paracas

## Population
La population de la province s'élevait à 206 014 habitants en 2012.

## Subdivisions
La province de Pisco est divisée en huit districts :
- Huancano
- Humay
- Independencia
- Paracas
- Pisco
- San Andrés
- San Clemente
- Túpac Amaru Inca